# Luganos flygplats
Luganos flygplats är en flygplats i Schweiz.   Den ligger i distriktet Lugano och kantonen Ticino, i den sydöstra delen av landet, 150 km sydost om huvudstaden Bern. Luganos flygplats ligger 278 meter över havet.